# Битки през Руско-турската война (1877 – 1878)

## Хронологичен списък на битките презРуско-турската война (1877 – 1878)с дати по нов стил
| април – май 1877              | Дунав                           | Начало на руското настъпление на Балканския фронт                                                                | Победа за Русия              |
| 17 май 1877                   | Ардахан                         | Начало на руското настъпление на Кавказкия фронт                                                                 | Победа за Русия              |
| май 1877 – януари 1878        | Черно море                      | Борба за комуникациите по Черно море                                                                             | Победа за Русия              |
| 16 юни 1877                   | Драмдаг                         | Настъпление на Ереванския отряд на Кавказкия фронт                                                               | Победа за Русия              |
| 21 юни 1877                   | Даяр                            | Настъпление на Ереванския отряд на Кавказкия фронт                                                               | Победа за Русия              |
| 22 юни 1877                   | Галац                           | Долнодунавският отряд извършва десант през р. Дунав и открива пътя към Добруджа                                  | Победа за Русия              |
| 25 юни 1877                   | Зевин                           | Край на първия настъпателен период за Руската армия на Кавказкия фронт                                           | Победа за Османската империя |
| 27 юни – 28 юни 1877          | Свищов                          | Сборен отряд извършва десант през р. Дунав, превзема Свищов и открива пътищата по оперативните направления       | Победа за Русия              |
| 7 юли 1877                    | Велико Търново                  | Предният отряд освобождава Велико Търново                                                                        | Победа за Русия              |
| 10 юли 1877                   | Баязет                          | Ереванският отряд деблокира и изтегля руския гарнизон от Баязет                                                  | Победа за Русия              |
| 16 юли 1877                   | Никопол                         | Западният отряд открива пътя към вътрешността на Северна България                                                | Победа за Русия              |
| 16 юли 1877                   | Хаинбоазки проход               | Предния отряд открива пътя към вътрешността Южна България                                                        | Победа за Русия              |
| 17 юли 1877                   | Казанлък                        | Предният отряд освобождава Казанлък                                                                              | Победа за Русия              |
| 19 юли 1877                   | Шипка I                         | Предният и Габровският отряди превземат Шипченския проход                                                        | Победа за Русия              |
| 20 юли 1877                   | Плевен                          | Западният отряд е спрян при Плевен. Първа атака на града. Начало на обсадата на града                            | Победа за Османската империя |
| 26 юли 1877                   | Езерче                          | Първият авангарден сблъсък на Източния фронт                                                                     | Победа за Русия              |
| 30 юли 1877                   | Нова Загора                     | Предният отряд не допуска Централната армия да премине в Северна България                                        | Победа за Русия              |
| 30 юли 1877                   | Плевен                          | Втора неуспешна атака на Плевен.                                                                                 | Победа за Османската империя |
| 31 юли 1877                   | Джуранли                        | Предният отряд отслабва Новозагорския гарнизон                                                                   | Победа за Русия              |
| 31 юли 1877                   | Стара Загора                    | Предният отряд е принуден да се изтегли от Тракия                                                                | Победа за Османската империя |
| 23 август 1877                | Шипченски проход                | Шипченският отряд получава подкрепления на Шипченския проход                                                     | Победа за Русия              |
| 21 август – 26 август 1877    | Шипка II                        | Централната армия прави неуспешен опит да превземе Шипченския проход                                             | Победа за Русия              |
| 23 август – 30 август 1877    | Кашъкбаир и Карахасанкьой       | Начало на настъплението Източнодунавската армия на Източния фронт                                                | Победа за Османската империя |
| 25 август 1877                | Къзъл тепе                      | Завършва османското настъпление в Ереванска губерния                                                             | Победа за Османската империя |
| 3 септември 1877              | Ловеч                           | Сборен отряд превзема за втори път Ловеч и затяга обсадата на Плевен                                             | Победа за Русия              |
| 5 септември 1877              | Кацелово и Горско Абланово      | Неуспешен опит на Източнодунавската армия да разкъса отбраната на Русчушкия отряд                                | Победа за Османската империя |
| 17 септември 1877             | Шипка III                       | Централната армия прави неуспешен последен опит да превземе Шипченския проход                                    | Победа за Русия              |
| 21 септември 1877             | Чаиркьой                        | Първият значителен сблъсък на Източния фронт и начало на прекратяването на османското настъпление                | Победа за Русия              |
| 15 октомври 1877              | Аладжа                          | Главните руски сили извъшват прелом във военните действия на Кавказкия фронт                                     | Победа за Русия              |
| 24 октомври 1877              | Горни Дъбник                    | Западният отряд превзема Горни Дъбник и прекъсва важна снабдителна линия на обсадения Плевен                     | Победа за Русия              |
| 28 октомври 1877              | Телиш                           | Западният отряд превзема Телиш и прекъсва важна снабдителна линия на обсадения Плевен                            | Победа за Русия              |
| 1 ноември 1877                | Тетевен                         | Ловчаско-Севлиевският отряд овладява гр. Тетевен и прекъсва важна снабдителна линия на обсадения Плевен          | Победа за Русия              |
| 4 ноември 1877                | Деве бойня                      | Решителна битка на главните руски сили в хода на второто руско настъпление на Кавказкия фронт                    | Победа за Русия              |
| 9 ноември 1877                | Враца                           | Десният летящ отряд овладява гр. Враца и прекъсва важна снабдителна линия на обсадения Плевен                    | Победа за Русия              |
| 18 ноември 1877               | Карс                            | Обса̀ден отряд превзема крепостта                                                                                 | Победа за Русия              |
| 21 ноември 1877               | Оряхово                         | Руски и румънски части овладяват гр. Оряхово и прекъсват важна снабдителна линия на обсадения Плевен             | Победа за Русия и Румъния    |
| 23 ноември 1877               | Правец                          | Западният отряд (ген. Гурко) отхвърля Орханийската армия от Орханийското поле                                    | Победа за Русия              |
| 24 ноември 1877               | Етрополе                        | Западният отряд (ген. Гурко) развива настъпление към подстъпите на Стара Планина                                 | Победа за Русия              |
| 4 декември 1877               | Елена                           | Централната армия превзема града. Неуспешен опит за деблокиране на Западната армия при гр. Плевен                | Победа за Османска империя   |
| 4 декември 1877               | Битка при Арабаконак            | Неуспешен опит на Орханийската армия да проведе настъпление в помощ на обсадената при Плевен Западна армия.      | Победа за Русия              |
| 10 декември 1877              | Долна Митрополия                | Западният отряд превзема на града. Капитулация на Западната армия                                                | Победа за Русия              |
| 12 декември 1877              | Мечка-Тръстеник                 | Решителен успех на Русчушкия отряд на Източния фронт                                                             | Победа за Русия              |
| 24 декември, 26 декември 1877 | Бела паланка и Пирот            | Първата по-голяма операция на Сръбската армия                                                                    | Победа за Сърбия             |
| 31 декември 1877              | Ташкесен                        | Орханийската армия задържа Западния отряд (ген. Гурко), прикривайки общото отстъпление от Арабаконашката позиция | Победа за Русия              |
| 4 януари 1878                 | Стара планина I                 | Западният отряд (ген. Гурко) успешно преминава през Стара планина                                                | Победа за Русия              |
| 4 януари 1878                 | София                           | Западният отряд (ген. Гурко) разгромява Орханийската армия                                                       | Победа за Русия              |
| 7 януари 1878                 | Стара планина II                | Троянският отряд успешно преминава през Стара планина                                                            | Победа за Русия              |
| 7 януари 1878                 | Ихтиман                         | Западният отряд (ген. Гурко) успешно преследва остатъците от Орханийската армия                                  | Победа за Русия              |
| 8 януари 1878                 | Химитлийски проход              | Дясната колона на Южния отряд успешно преминава през Стара планина                                               | Победа за Русия              |
| 9 януари 1878                 | Стара планина III               | Южният отряд успешно преминава през Стара планина                                                                | Победа за Русия              |
| 9 януари 1878                 | Шейново                         | Южният отряд разгромява и пленява Централната армия в Шейновския укрепен лагер                                   | Победа за Русия              |
| 11 януари 1878                | Самоков                         | Западният отряд (ген. Гурко) изтласква групировката на Осман Нури паша от Самоков                                | Победа за Русия              |
| 14 януари 1878                | Пазарджик                       | Западният отряд (ген. Гурко) превзема града и преследва групировката на Сюлейман паша към Пловдив                | Победа за Русия              |
| 15 януари 1878                | Каратаир                        | Западният отряд (ген. Гурко) изтласква групировката на Сюлейман паша към Пловдив                                 | Победа за Русия              |
| 16 януари 1878                | Пловдив                         | Западният отряд (ген. Гурко) превзема града и отклонява групировката на Сюлейман паша към Родопите               | Победа за Русия              |
| 16 януари – 17 януари 1878    | Дермендере, Караагач и Белащица | Западният отряд (ген. Гурко) разпръсква и отклонява групировката на Сюлейман паша към Родопите                   | Победа за Русия              |
| 18 януари – 19 януари 1878    | Харманли                        | Авангарда на Южния отряд разпръсква остатъчни османски сили                                                      | Победа за Русия              |
| 20 януари 1878                | Адрианопол                      | Авангарда на Южния отряд разпръсква остатъчни османски сили и превзема града                                     | Победа за Русия              |
| 24 февруари 1878              | Видин                           | Румънски части влизат във Видин                                                                                  | Победа за Румъния            |